# Вперёд (газета, Женева)
«Вперёд» — нелегальная большевистская еженедельная газета, издававшаяся в Женеве с 4 января по 18 мая 1905 года. За месяцы существования газеты в свет вышло всего лишь 18 номеров.

## История
Газета была основана лично В. И. Лениным и начиная с 4 января 1905 года газета стала издаваться. Как писал сам Ленин — «Направление газеты „Вперёд“ — есть направление старой „Искры“». Политика газеты «Вперёд», направленная на полный раскол с меньшевиками, сплотила партийные комитеты на основе ленинских принципов и обеспечила созыв Третьего съезда РСДРП. В тот самый период Кавказский Союзный комитет РСДРП, во главе которого стоял И. В. Сталин, создал литературную группу для поддержки указанной газеты, однако это не спасло её — спустя 4 месяца после издания, газета была ликвидирована.